# 陈集镇 (菏泽市)
陈集镇，是中华人民共和国山東省菏泽市定陶区下辖的一个乡镇级行政单位。

## 行政区划
陈集镇下辖以下地区：
保宁村、桶子河村、常店村、台楼村、朱集村、朱庄村、吴庄村、鲁店村、张胡同村、华堂村、曹楼村、曹庙村、何庄村、罗庄村、刘庄村、七一村、八一村、陈集村、崔庄村、八里庙村、张庄村、盐土村、焦庄村、马楼村、前沙海村和中沙海村。